# Grotte de la Tourasse
La grotte de la Tourasse, aussi parfois appelée grotte de Montpezat, se trouve sur la commune de Saint-Martory, en Haute-Garonne, région Occitanie, en France.
C'est le site éponyme du Tourassien, une culture préhistorique située entre le Magdalénien et le Mésolithique, aujourd'hui tombée en désuétude au profit du terme Azilien.

## Situation, description
La grotte de la Tourasse est située sur la commune de Saint-Martory dans le sud du département de Haute-Garonne, à 75 km de Toulouse au nord-est et 20 km de Saint-Gaudens à l'ouest, en rive gauche (côté ouest) de la Garonne.
Elle est aussi parfois appelée grotte de Montpezat car elle est située pratiquement à l'aplomb de l'ancien château de Montpezat au nord-est de la ville, à un peu plus de 1 km de l'église, au lieu-dit la Tourasse. Le flanc de vallée forme là un promontoire s'avançant vers le sud et vers la Garonne, surmonté d'une plate-forme sur laquelle est assis le château.
La grotte est à 280 m d'altitude, inférieure de 7 m au parapet du pont de Saint-Martory. Son ouverture est large de 6,50 m, s'ouvrant sur une salle profonde de 5,30 m. Au fond s'ouvrent deux couloirs larges d'environ 1,50 m, partant vers le nord pour 12 à 15 m et aboutissent à deux petites chambres,.

## Géologie
La grotte se trouve dans le massif des Petites Pyrénées, qui correspond à la zone plissée sous-pyrénéenne.
La carte géologique montre le passage, à l'endroit précis de la grotte, d'une faille plus ou moins orientée est-ouest. 
D'après Chamaison, la grotte est creusée dans un calcaire du Sénonien. Plus précisément, le sommet de l'éperon est du calcaire nankin datant du Maastrichtien moyen (nomenclaturé « C7b » sur la carte géologique), le Maestrichtien (72,1 Ma à 66 Ma) étant le dernier niveau du Sénonien ; la pente sud (très raide) entre le château et la Garonne est partagée entre ce calcaire nankin et les marnes de Saint-Martory datant du Maastrichtien inférieur (« C7a »). La transition avec le calcaire nankin est représentée par des bancs calcaréo-argileux gris, fossilifères.

## Fouilles
Elle a été fouillée pour la première fois de 1891 à 1892 par MM. Chamaison et Louis Darbas ; toutefois des pièces de mobilier préhistorique étaient connues de Gabriel de Mortillet qui en 1872 choisit ce site pour caractériser un étage stratigraphique, le Tourassien, entre le Magdalénien et le Mésolithique. Cet étage est aujourd'hui tombé en désuétude au profit du terme Azilien.

## Stratigraphie
À l'époque glaciaire, la grotte était submergée : le sol est couvert d'une épaisse couche d'argile.
La stratigraphie de ce site inclut, du plus ancien au plus récent :
- un niveau de Magdalénien[13] ;
- un niveau (couche YN) qui est soit un mélange Magdalénien / Azilien soit une véritable période transitionnelle, selon Huot (1985)[14]. Barbaza (1997) l'attribue au Laborien[15] ;
- un niveau d'Azilien ancien (couche YL)[16] ;
- un niveau d'Azilien (couche YG)[17] ;
- plusieurs niveaux de Sauveterrien (couche H). Correspond probablement au début de la période de réchauffement postglaciaire, vraisemblablement le Préboréal. Elle contient une escargotière (Cepea nemoralis, jusqu'à 10 000 coquilles par m2), un foyer, de la faune incluant bœuf, cerf, chevreuil, sanglier, castor et petits carnivores et mustélidés, restes d’oiseaux et de poissons (salmonidés). Son outillage est pauvre, comprenant principalement grattoirs, pièces esquillées, burins, fragments de lamelles à dos et quelques microlithes géométriques. Quelque 30 nucléus montrent un débitage opportuniste sur de petites pièces, adapté à la médiocrité des roches locales sauf pour le silex du Paillon[n 1],[20].

Pointes aziliennes, grotte de la Tourasse - Muséum de Toulouse
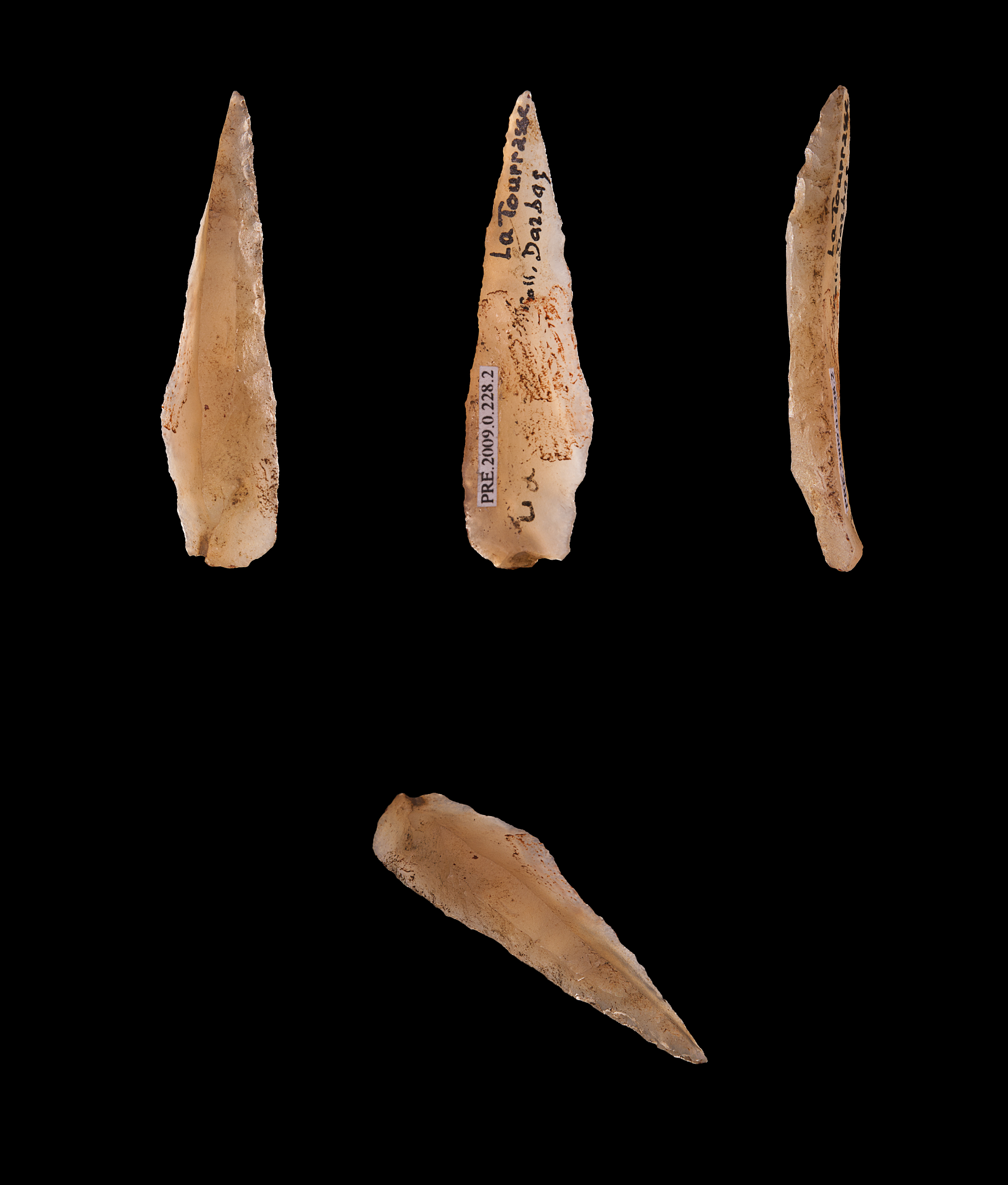
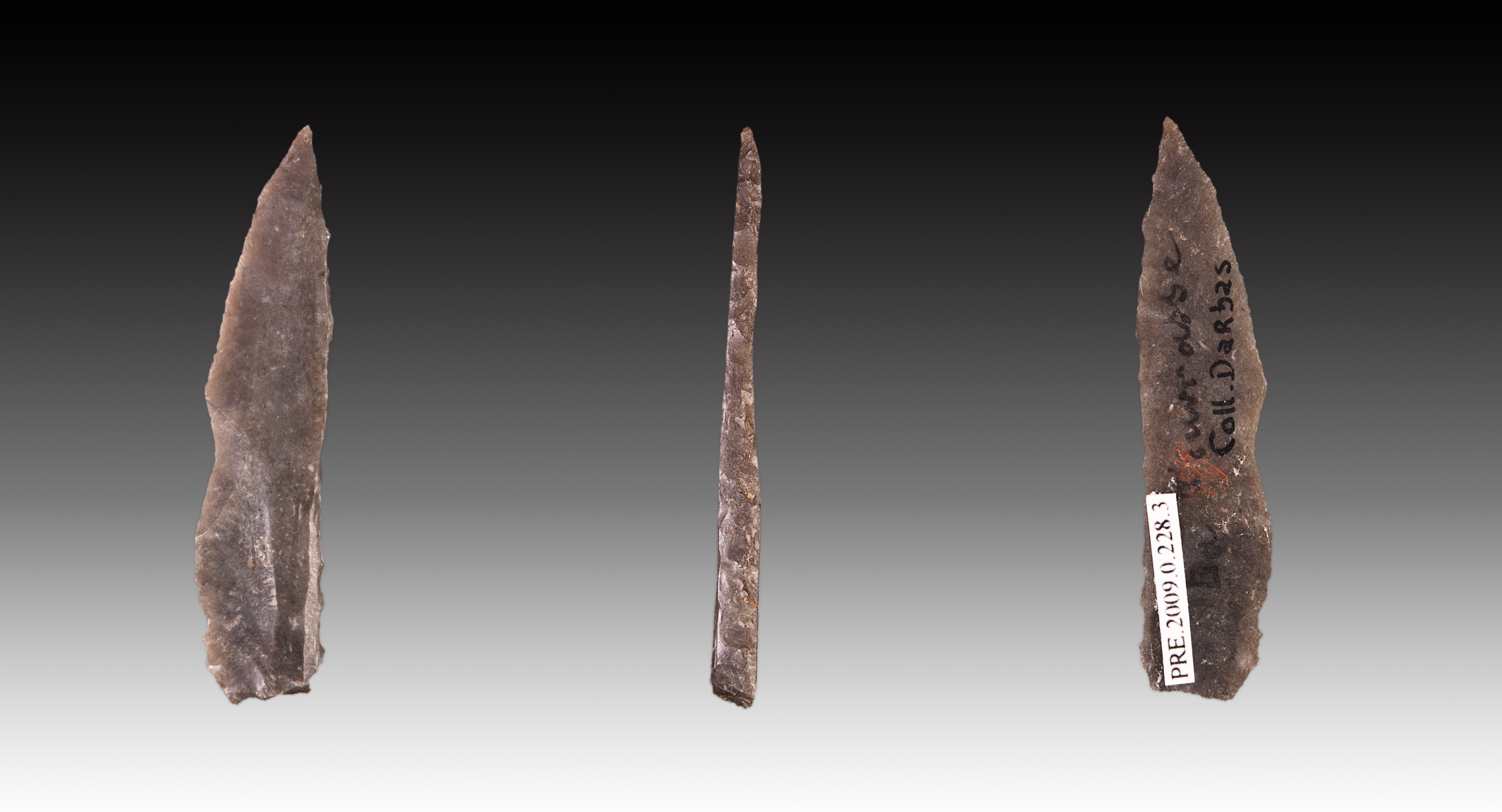
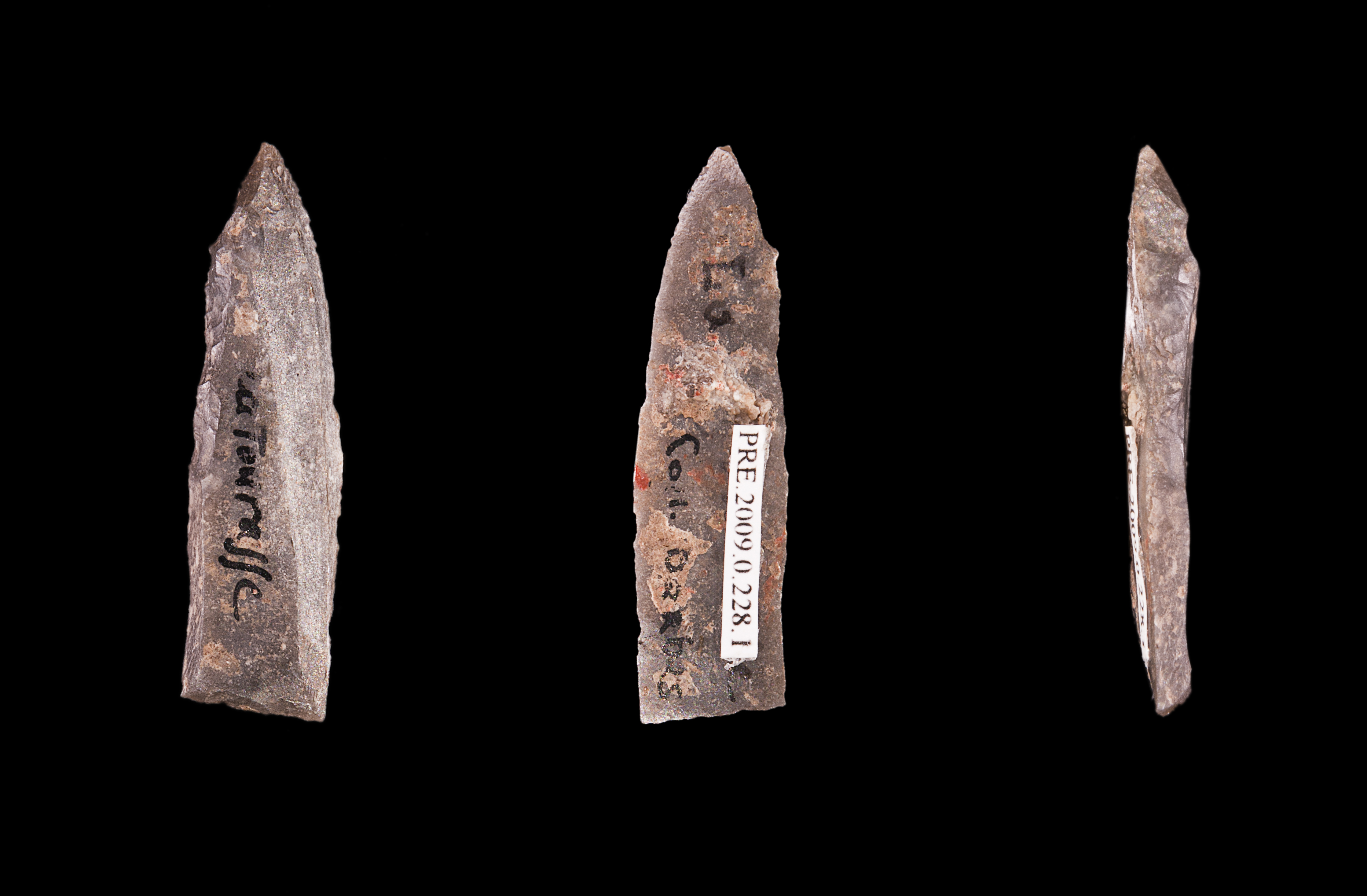